# Bradypodion damaranum
Espèce
Synonymes
- Chamaeleon damaranus Boulenger, 1887

Statut CITES
Statut de conservation UICN

 LC : Préoccupation mineure
Bradypodion damaranum est une espèce de sauriens de la famille des Chamaeleonidae. Cette espèce effectue une reproduction vivipare, donc met au monde des petits en vie.

## Répartition
Cette espèce est endémique du Cap-Occidental en Afrique du Sud.

## Publication originale
- Boulenger, 1887 : Catalogue of the Lizards in the British Museum (Nat. Hist.) III. Lacertidae, Gerrhosauridae, Scincidae, Anelytropsidae, Dibamidae, Chamaeleontidae. London, p. 1-575 (texte intégral).